# Руал Амундсен
Руал Енгелбрегт Гравинг Амундсен (норв. Roald Engelbregt Gravning Amundsen; Борге, 16. јул 1872 — 18. јун 1928) јесте био норвешки истраживач поларних предела. Он је предводио Антарктичку експедицију од 1910. до 1912. која је прва стигла до Јужног пола, 14. децембра 1911. Он је био кључни вођа експедиција током доба истраживања Антарктика. Године 1926, он је био први вођа ваздушне експедиције преко Северног пола, те је био прва особа која је досегла до оба пола. Он је исто признат као вођа прве експедиције која је прошла кроз Северозападни пролаз (1903–06) у Арктику.
Амундсен је рођен у породици норвешких бродовласника и капетана. Инспирисан експедицијом Фритјофа Нансена на Гренланд 1888. године одлучио је да свој живот посвети истраживању.
Нестао је приликом једне спасилачке мисије 1928. године.

## Детињство и младост
Рођен је недалеко Фредрикстада као најмлађе дете имућних родитеља Јенса Амундсена и Густаве Сахлкуистс. Отац му се обогатио тргујући робљем између Кине и централне Америке. Прво дете су добили још док су живели у Кини, а онда се селе 50-ак km јужније од Христијание, данашњег Осла, и ту добијају још два сина и кћерку, пре него што је Руал рођен. Отац му је преминуо када је имао 14 година и његова три старија брата, по угледу на оца, постају морнари. На мајчин захтев започиње студије медицине, али кад је имао 21 годину мајка му умире, а он напушта студије и одлучује се да посвети свој живот поларним истраживањима, инспирисан гренландском експедицијом Фридтјофа Нансена. Морско искуство стекао је на броду који је ловио туљане. Дозволу управљања бродом добија 1905. упоредо са набавком брода Фрам. Иако се никад није женио, усвојио је две Ескимке, Камилу и Какониту, током једне експедиције у Сибиру. Приватни живот је покушавао да држи подаље од очију јавности, тако да су историчари тек после његове смрти објавили податке о Амундсеновим романсама. Задња од њих је била са удовицом са Аљаске, Бес Магдис, али ту везу ниси претворили у брак јер је у међувремену Амундсен настрадао.
Кућу Уранинборг, у којој је живео, купио је 1908. и ту је планирао све своје експедиције. У тој кући је живео до краја свог живота. Данас та кућа служи као музеј. Неколико пута је био награђиван орденима, како норвешким тако и иноземним.

## Експедиција Белгика
Сазнавши да белгијски истраживач Адриен де Герлах има планове да отплови према Антарктику бродом Белгика, како би дошао до магнетног Јужног пола, покушава да му се придружи. Добија волонтерско место и експедиција креће на пут 16. августа 1897. То је била прва експедиција која је провела зиму на Антарктику. Иако то није било планирано, брод Белгика је био замрзнут у леду у близини Александровог острва, највећег острва Антарктика. Амундсен је то искористио предузевши неколико кратких путовања од по неколико дана, што ће му касније користити при другим експедицијама. У међувремену је оболео од скорбута, али је њега и посаду спасио бродски лекар, Американац Фредерик Кук, који је ловио животиње и сервирао посади свеже месо. Била је то Амундсену важна подука за будућа путовања. Амундсен није имао добар однос са Герлахом, јер су само Белгијанци могли управљати експедицијом и ово је био једини пут да он није био вођа експедиције. При повратку у Белгију, бива награђен белгијским Леополд-орденом. После тога почиње да припрема своју експедицију коју је спровео бродом Гјеа.

## Експедиција Северозападни пролаз
Прва експедиција коју је Амундсен лично водио одиграла се 1903. када је бродом Гјеа желео да прође Северозападним пролазом између Атлантика и Тихог океана. Током путовања прошао је кроз залив Бафин, па каналом Пари у Бофорово море. Путовао је између острва краља Вилијама и полуострва Бутија, пролазом Џејмеса Роса, даље пролазом Рае, па затим између острва краља Вилијама и полуострва Аделејд, пролазом Симпсона. Две зиме је провео на острву краља Вилијама, на месту где се данас налази једино насеље на острву, Гјеа Хавен.
Путовање је трајало две године и током путовања посада и Амундсен су проучавали технику преживљавања у поларним подручјима проучавајући домороце и њихов начин исхране, путовања по леду и снегу као и одећу коју су носили. Тако је научио да управља санкама са псећом запрегом, да носи крзно уместо тешке вунене одеће. Посаду 45-тонског рибарског брода „Гјеа“ су чинили Амундсен и још шест чланова, а брод је био опремљен малим бензинским мотором. Касније се експедиција упутила јужније према Острву Викторија, али остаје заробљена у леду. То време Амундсен користи како би се копном упути према Егл ситију, неких 800 km даље, одакле је могао послати телеграм и обавестити јавност о исходу експедиције. Експедиција завршава 1906, а Амундсен и посада су у родној Норвешкој дочекани као национални јунаци. Годину дана пре је наиме Норвешка постала независна држава и ово је пуно значило националном поносу. Амундсену је додељен орден Светог Олафа.
Посада се вратила у Осло у новембру 1906, док се брод „Гјеа“ вратио у Норвешку тек 1972. и налази се испред „Фрам Музеја“ у Ослу.

## Експедиција до Јужног пола
Амундсен је припремао експедицију желећи да буде прва особа која ће стићи на Северни пол, али мења планове чувши како је у међувремену Роберт Едвин Пири већ то урадио.Прекида припреме за освајање Северног пола и бродом Фрам упућује се ка Јужном полу. Знао је за жељу Роберта Фалкона Скота, британског официра да дође до Јужног пола као прва особа. Припремио се за пут, али намере није открио Енглеској, нити Норвешкој. Испловио је из Норвешке према југу 3. јуна 1910. На португалском острву Мадеира је Амундсен обавестио посаду да путују на Антарктик и послао телеграм Скоту. Шаље му телеграм да ће он покушати доћи до јужног пола и тада почиње такмичење између њих двојице и њихових посада, за остварењем овога чина. Амундсенов брод је пристао на Антарктик, 14. јануара 1911. где прави логор Фрамхејм који је био 111 km ближе полу него Скотов. Ипак траса којом је Скот мислио да иде ка Јужном полу била је боље истражена, јер се користио описима пређашњих путовања Ернеста Шаклтона. Амундсенова задатак је био да нађе једну нову стазу кроз Трансантартичка брда. Његова посада је током неколико месеци припрема, припремила довољно намирница за путовање и побољшала своју опрему.
Први покушај доласка до јужна пола започео је 8. септембра 1911.Заједно са три члана (Хјалмар Јохансен, Кристиан Преструд, Јерген Стуберуд) због екстремних температура вратио се у камп, након чега је дошло до сукоба међу посадом. Други покушај екипе коју су сачињавали Амундсен и његова четворица помоћника (Олав Бјаланд, Хелмер Хансен, Свере Хасел, Оскар Вистинг), започиње 20. октобра 1911. санкама које су пси вукли. Пут су започели са четворо санки и 52 пса. На Јужни пол су дошли 14. децембра 1911. На пол су дошли са 16 паса. Основали су камп „Полхејм“. При повратку на полу су оставили мали шатор и писмо као доказ успеха у случају да се не врате у камп. У „Фрамхејм“ су стигли 25. јануара 1912. Јавно су обзнанили свој успех 7. марта 1912. при доласку у град Хобарт у Аустралији. На пол су стигли пет недеља пре Скота. Скот је умро при повратку.

## Каснија путовања
Током Првог светског рата Амундсен је био чак и политички активан. Критиковао је јавно нападе немачких подморница и вратио је орден који је пре тога добио од немачког цара.
У периоду између 1918. и 1925. путовао је бродом Мауд од Атлантика до Тихог океана северно од Скандинавије и Русије кроз сјеверноисточни пролаз. Током путовања доживљава неколико несрећа. У септембра 1918. сломио је леву рамену кост, 8. новембра га је напао поларни медвед, а у децембру је при научним истраживањима био затрован угљен-моноксидом. До Северног пола покушава да стигне ваздухопловом 1925. али то није било успешно. Два ваздухоплова типа Дорније До Ј, спустила су се на ширини 87° 44′ северно, на удаљености од неколико километара један од другога, без радио везе. Један ваздухоплов је био оштећен, док су за други три недеље градили стазу у снегу по којој би могао полетети кући. Неким чудом су успели да полете, те се сви вратили кући након што су их сматрали изгубљеним заувек.
Годину дана касније, заједно са италијанским истраживачем Умбертом Нобилом, покушава цепелином „Norge“ (норв. Норвешка) и њиховом посадом да дође до Северног пола. То им је и успело 12. маја и Амундсен је заједно са Оскаром Вистингом, чланом своје посаде, на тај начин био прва особа која је била на оба пола.
Касније долази до разилажења између Нобила и Амундсена, јер је Нобиле отворено подржавао фашизам. Ипак када је чуо да је Нобиле настрадао са својом посадом током прелетања Северног пола цепелином Италија, упућује се у потрагу. Сматра се да је ваздухоплов у ком је био Амундсен пао у близини острва Бјернена, међутим није никада пронађен. Нобиле је касније пронађен и спашен од једне друге експедиције.

## Нестанак и смрт
Амундсенов је нестао са пет чланова посаде 18. јуна 1928, док је летео на спасилачкој мисији на Арктику. Његов тим су сачињавали норвешки пилот Лиф Дитриксон, француски пилот Рене Гијбо и још три Француза. Они су били у потрази за несталим члановима Нобилове посаде, чија се нови ваздухоплов Италија срушио док се враћао са Северног пола. Након тога, су крилни пловак и доњи резеровоар за гориво Амундсеновог француског летећег брода Латам 47, који је био адаптиран као замена крилног пловка, нађени у близини обале Тромсе. Верује се да се авион срушио у Барентсовом мору и да су Амундсен и његова посада погинули у несрећи, или да су преминули убрзо након тога. Норвешка влада је отказала потрагу за Амундсеном и његовим тимом у септембру 1928. и тела никада нису пронађена.
Године 2004. и у касном августу 2009, Краљевска норвешка морнарица је користила беспилотну подморницу Хугин 1000 у потрази за олупином Амундсеновог авиона. Претрага је била фокусирана на области од 100 km² морског дна, и документовала ју је немачка продукциона компанија ContextTV. Они нису нашли ништа од Амундсеновог лета.

## Почасни називи
Америчка истраживачка поларна станица основана на Јужном полу 1956. названа је Амундсен-Скотовом станицом. Осим тога море западно од Антарктичког полуострва добило је име Амундсеново море. На Антарктици налази се и планина Амундсен, Амундсенов ледник, док се Амундсенов залив налази и на Антарктици и у Арктичком океану. Кратер на јужном полу Месеца и један од два минијатурна робота која су улазила у НАСА-ином програм Дубоки свемир 2 носе Амундсеново име као и музеј у граду Фредрикстаду, у којем је рођен.

## Чланства
- Амундсен је изабран за члана Америчког антикварског друштва 1906. године.[23]

## Портрети
- 1899.
- 1903-1907.
- 1908.
- 1909.

## Мапе
- Арктик: 1903. Северозападни пролаз. Приказан су пролаз 1918. и лет из 1926.
- Антарктик: Руте до Јужног пола које су предузели Amundsen (црвено) и његов ривал Скот (зелено), 1911–1912.

## Европско-инуитски потомци
Неки Инуити у Гјеа Хавену са европским пореклом тврде да су потомци Амундсена (или једног од његових шест чланова посаде, чија имена нису позната), од периода њиховог продуженог зимског боравка на острву Краљ Вилијамс од 1903. до 1905. године. Извештаји чланова експедиције говоре о њиховим односима са Инуитским женама, и историчари су спекулисали да је могуће да је Амундсен такође имао партнерку, мада је он написао упозорење против тога. Специфично, полу браћа Боб Конона и Пол Икуалак тврде да им је њихов отац Лук Икуалак (рођен 1904) рекао на самрти да је он био Амундсенов син. Конона је рекао да је њихов отац био остављен напољу на леду да умре након рођења, пошто га је његово европско порекло учинило незаконитим за Инуите. Његов деда га је спасао. Године 2012, Y хромозомске анализе, уз сагласност породице, су показале да Икуалак (и његови синови) није били у директним сродству са Амундсеном. Нису сви потомци који тврде да су европског порекла били тестирани за сродство са Амундсеном, нити је извршено поређење Икуалакове ДНК са другим европским члановима Амундсенове посаде.